# Пошта
Пошта је појам који означава пошту као врсту услуге пријему преносу и дистрибуцији пошиљки, као институцију која се бави дистрибуцијом пошиљки, и пошту као зграду где се налазе просторије за рад службеника поште. Пошта је врста услуге која се односи на пријем, разношење, превоз и испоруку: писама, дописница, разгледница, новца, судских и војних позива, пакета и слично. Наплаћивање услуга обично иде у виду поштанских марака које се лепе на коверат или се наплаћују у облику таксе уз пошиљку и оверава печатом. Сакупљање поштанских марака (обично ретких примерака) назива се филателија. Овом активношћу се баве филателисти.
Традиционално су поште у јавном или државном власништву. Досадашњи монопол државе у све више држава слаби. У многим земљама бројна приватна подузећа се натичу на тржишту доставе пакета и пошиљки. Достава писама је активност од јавног интереса. Термином пошта означавају се такође пошиљке које преноси поштанска служба, пословна кореспонденција, зграде поштанских организација, поштанска организација једне земље и поштанска организација целога света са светским поштанским прометом у целини.
Истим именом „пошта“, назива се и грађевински објекат у којем су смештене службене просторије предузећа за вршење поштанских услуга. Свака пошта има свој поштански број, у Србији је тај број петоцифрен нпр. за Крупањ је то 15314 итд. Прве две цифре обично представљају позивни телефонски број за то место. Обично су се у пошти налазиле и телефонска говорница, што у време када је било мало телефонских прикључака, а нарочито пре увођења мобилне телефоније, било посебно значајно. Предузећа за пружање поштанских услуга, раније су по правилу обављала и телеграфски и телефонски саобраћај, па је заједничка скраћеница била ПТТ. Данас се у Србији пружањем поштанских услуга бави Јавно предузеће ПТТ саобраћаја „Србија“, користећи за ове своје активности назив (робну марку) Пошта.
Данас је сасвим нормално да путем поште шаљу и примају писма и пакети. Међутим, премда је идеја о поштанској служби никла врло давно, она се остваривала веома споро. У старо доба, у Ирану и Риму, држава се бринула о испоруци порука, али су се те поруке односиле искључиво на државне послове. Током средњег века, удружење трговаца и нека већа универзитета одржавали су посебну и ограничену поштанску службу, којом су се користили искључиво њени чланови. Тек су у 16. веку владе неких земаља почеле су да уводе редовну поштанску службу због тога јер је поштанска служба представљала извор прихода; и коначно, зато што је обезбеђивала услуге потребне јавности. Данас је као основа за обављање поштанских услуга практично остао само овај последњи разлог. Краљ Хенри VIII је имао поштанску службу у Енглеској, а његови су наследници ту службу проширили. Године 1609. само су службене листоноше могле да преносе поруке у облику писма. Међутим. лондонски трговци су 1680. године основали сопствену службу испоруке писама у граду и околини. То је била тзв. „пени-пошта”, једно писмо је стајало један пенни. Та је пошта пословала врло успешна, те ју је енглеска влада преузела и наставила њен рад све до 1801. године. Читав тај систем коначно је промењен 1840. године. Уведене су поштанске марке и јединствене тарифе за сва места у земљи, а разлика је постојала једино у вези са тежином поштанске пошиљке. Све остале државе организовале су свој поштански систем по узору на онај у Великој Британији.

## Поштански промет
Поштански промет је скуп поштанских услуга што их обављају поштанске организације преко јединица и средстава поштанске мреже (директно с корисницима) и јединица поштанскога промета (унутрашња служба отпреме и превоза). Поштанске услуге чине писмовне, пакетске и поштанско-упутничке услуге. Посебне поштанске услуге (посебна руковања) односе се искључиво на услуге за већ преузете пошиљке на пренос по посебном захтеву корисника: препоручено, хитно, авионом, уз повратницу, уз наплату откупнине, издвојено руковање и др. Допунске поштанске услуге односе се на допунски захтев пошиљатеља или приматеља, као што су: измена или допуна адресе, враћање или чување пошиљке и др. Остале поштанске услуге односе се на потраживање пошиљке, доставу пакета, претходни царински преглед, издавање потврда, преписа, фотокопија и др. Поштанске пошиљке могу бити обичне (примање и уручење обавља се без потврде и о таквим пошиљкама пошта не води евиденцију) и књижене (примање и уручење обавља се уз потврду, а о њима пошта води одређене евиденције). У манипулисању поштанским пошиљкама пошта употребљава поштански жиг, који садржи назив поште, ознаке за дан, месец, годину и сат, поштански број и ознаку радног места.

## Историја
Документ о организованом преносу вести у Египту датира из 2300. п. н. е. У Кини у доба династије Xоу (1066. до 221. п. н. е.) пошта је служила искључиво за потребе царскога двора. Персијанци су највероватније први за пренос вести употребљавали коњанике. Најстарији директан извор о гласничкој служби Египта, Папирус из Хибеха, потиче приближно из 300. п. н. е. и најстарији је такав документ у историји поште. Он садржи упутства о преносу писма, запошљавању гласника, избору путева, врсти пошиљака и њиховим приматељима. Адресат је најчешће био фараон или његов министар финансија, те се сматра да остало становништво није могло користити гласничку службу. У старој Грчкој пренос вести обављали су курири (граматофори) и брзи курири (хемеродроми), а пренос вести олакшавала је поморска трговина, најчешће усменом предајом. Римљани су у 1. веку створили државну прометну организацију cursus publicus. Утврђене су фиксне удаљености између станица (у најповољнијем случају пешак је дневно преваљивао 70 km, а коњаник 200 km). Римљани су се први почели да редовно користе коњске запреге за превоз поштанских пошиљака. У Византији су дуж главних путева постављене релејне постаје; пренос хитних вести организован је на мазгама и девама, а остале вести преносили су гласници пешаци. Код Инка су пренос вести обављали часкви, преносиоци поште.
У Кини је за време династије Сонг (960 – 1279) служба из присилне постала плаћеном, а поштари су распоређени у 3 разреда: гласници пешаци, гласници коњаници и поштари за пренос хитних вести. Допуштен је и пригодан пренос приватне поште. За време монголске доминације (13–15 век) поштанска је служба располагала, према М. Полу, с 10 000 релејних станица и 200 000 коња.
Снажнији развој „гласништва” у Европи почео је у 13. веку. Посебну гласничку мрежу створили су трговци, захваљујући брзини својих гласника, трговци су често сазнавали политичке новости пре владара. Поједине занатске асоцијације (цехови) основали су занатске гласничке службе (нпр. месарска пошта у јужној Немачкој; на путовањима месари су се оглашавали дувањем у говеђи рог, касније симбол поштанске службе). Од 13. века и градови су организовали гласничку службу, која је у 15. и 16. веку покривала земље средње и западне Европе (цењени су били гласници Дубровачке републике). Гласнике су такође држали Црква и универзитети. У Венецији је 1305. основано гласничко друштво „Compagnia dei corrieri della Illustrissima Signoria”. Од 16. века гласници су поступно уступали место поштоношама, представницима уједињене, свима приступачне организације. У Италији је Миланско војводство увело гласничку штафету и повезало је с поштанским путевима према Немачкој, Аустрији и јужној Италији. У Венецији су курири добили монополистички положај, који су изгубили једино у 17. веку, када се у италијанским градовима устоличују страни поштански уреди. Почетком 15. века Франз фон Таксис организовао је прву поштанску линију између Инсбруцка и Малинеса с везом за Милано. Година 1505, сматра се преломном у историји европске гласничке службе, која се претворила у концесионирану Таксисову пошту. Максимилијан I препустио је 1516. организацију, одржавање и експлоатацију поштохода породици Таксис, која је добила право преноса службене и личне поште. Породица Турн-Таксис постала је концесионаром с концесијама за поште у Аустрији, Француској, Италији, Шпанији, Швајцарској, Пољској, и немачким државама (заједно с породицом Пар).
Пошта је у том раздобљу почела да добија статус јавне службе (поштански регал, редовне поштанске везе, утврђени смерови поштанских линија и утврђене цене за пренос пошиљака). У 16. и 17. веку француски владари централизовали су пренос свих пошиљака у организацији државне поште (етатизација пошта), те поткрај 17. века укинули гласничке поште. Године 1627, Француска је прописала и прву службену писмовну тарифу. За време Луја XIV почела је изградња цестовне мреже, прве након оне коју су изградили Римљани. Око 1680. Лондон је имао организовану доставу писама у дом, 7 пута на дан, уз таксу од 1 пенија за писмо. Организација је прозвана Пени Пост. У Швајцарској је 1675. Беат фон Фишер склопио уговор о закупнини пошта с кантоном Берн и међународне поштанске уговоре с другим кантонима, Турн-Таксисовом поштом и поштама неких других земаља. У Шведској је на организацију поштанске службе утицао Тридесетогодишњи рат, те је неко време служила искључиво за потребе војске. На прописима заснована поштанска служба Данске и Норвешке почела је деловати у 18. веку. У Русији прва настојања у организовању поште датирају из 17. века. У 18. веку изграђена је поштанска цестовна мрежа, а у 19. веку знатно се повећао број поштохода. Тада је најдужи поштоход на свету постала Сибирска трансверзала с рутом за Пекинг. Опслуживали су је коњаници на отпорним малим коњима. У Кини је пошта под династијом Ћинг (1644 – 1911) била подељена на гласничку пошту за пренос обичних службених пошиљака и штафетну пошту за пренос хитних пошиљака. У Јапану је након више векова разноликог гласничког организовања 1871. била основана државна пошта. У Турској је пренос вековима обављало друштво тркача сехи, а 1541. султан Селим организовао је голубљу пошту.
Прекоморски организовани пренос поштанских пошиљака почео је отварањем прве трансатлантске линије (1702) између Портсмоута и Барбадоса (једрењацима).
Поштанска организација на тлу Северне Америке спомиње се у 17. веку. Високе поштанске таксе и неправилности у преносу узроковале су оснивање приватних предузећа попут Пони Експреса. Роланд Хил предложио је 1837. да се тежинско-даљински тарифни систем Уједињенога Краљевства замени јединственом тарифом од 1 пенија, за писмо које није теже од 1/2 унце (око 14,2 g), а за подмирење тарифе предложио је поштанску марку. Парламент је одобрио предлог и 1840. прихватио Пени-Пост, те је од тада почела практична примена поштанске марке.
Изумом локомотиве, а после аутомобила и ваздухоплова почело је ново раздобље у преносу поштанских пошиљака. Врло брзо након пуштања у промет прве жељезничке пруге (1825. Стоктон–Дарлингтон) пошта је поверила жељезници превоз поштанског терета, а потом је набавила властите поштанске вагоне у којима се за време вожње обављало разврставање пошиљака (први поштански вагон употребљен је 1838. између Лондона и Бирмингама); поткрај 19. века појављују се и поштански возови. У Великој Британији и Немачкој 1898. почела је употреба аутомобила у поштанске сврхе. Године 1911, обављен је први ваздухопловни поштански лет (између индијских градова Алахабад и Најни), а први поштански лет на редовитој линији организован је 1918. између Њујорка, Филаделфије и Вашингтона. У великом броју земаља у оквиру поштанског промета од средине 19. века одвијао се и телеграфски, а потом и телефонски промет.
У раздобљу Краљевине ШС односно Краљевине Југославије пошта је била под управом различитих министарстава (неко време посебног Министарства пошта, телеграфа и телефона), а у социјалистичкој Југославији Дирекција Поште, телеграфа и телефона (ПТТ) била је део Заједнице југословенског ПТТ-а.

## Међународне поштанске организације
Међународни поштански односи првобитно су се темељили на приватним конвенцијама, а затим на међународним билатералним уговорима. Прва мултилатерална поштанска конференција одржана је у Боготи 1838, када су Венецуела, Еквадор и Нова Гранада (данас Колумбија) основале поштански савез. Амерички министар поште Монтгомери Блер 1862. дао је иницијативу за сазив међународне конференције која би предложила основе за мултилатерални поштански аранжман. На тој конференцији у Паризу 1863. учествовали су делегати из 15 земаља Европе и Америке. Представници 21 од 22 земље чланице Међународне поштанске конференције потписали су 9. јуна 1874. у Берну Бернски поштански уговор, којим је утемељен Општи савез пошта (Union générale des postes; од 1878. Светски поштански савез – Union postale universelle). То је једна од најстаријих међународних организација, а од 1947. специјализована је организација УН. Седиште Савеза и његових сталних тела налази се у Берну. Тела Савеза су конгрес, који се састаје сваке пете године, административне конференције, Извршно веће, Саветодавно веће за поштанске студије, посебне комисије и Међународни биро.

## Поштар
Поштар је врста занимања и то је службеник поште који носи поштанске пошиљке до крајњег корисника. Поштар има посебну униформу и превозно средство. Раније су се користили коњи касније бицикли а сада мотоцикл и аутомобили за превоз поште. О поштарима су снимани и филмови.
Познати филмови су „Љубавни случај службенице ПТТ-а“, „Поштанска кочија“ и „Поштар увек звони два пута“.